# 卡明美洲鱥
卡明美洲鱥（學名：Notropis cummingsae），為輻鰭魚綱鯉形目雅羅魚科的其中一種，分布於北美洲美國北卡羅來納州塔爾河下游、喬治亞州阿爾塔馬哈河流域以南、佛羅里達州聖約翰河、奧西拉河至喬克塔哈奇河流域，本魚呈長橢圓形且側扁，眼大、口近下位，體上半部為褐色，腹部銀白色，側面有一條黑色寬縱帶，體長可達7.2公分，棲息在沙泥底質、水質清澈的溪流及水塘，生活習性不明。